# Patinação artística nos Jogos Olímpicos de Inverno de 1998 - Dança no gelo
A competição de dança no gelo da patinação artística nos Jogos Olímpicos de Inverno de 1998 foi disputado entre 24 duplas.

## Medalhistas
| Ouro   | RUS Oksana Grishuk / Evgeny Platov      |
| Prata  | RUS Anjelika Krylova / Oleg Ovsyannikov |
| Bronze | FRA Marina Anissina / Gwendal Peizerat  |

## Resultados
| #  | Dupla                                      | País                | CD1 | CD2 | OD | FD | TFP  |
| -- | ------------------------------------------ | ------------------- | --- | --- | -- | -- | ---- |
|    | Oksana Grishuk / Evgeny Platov             | RUS Rússia          | 1   | 1   | 1  | 1  | 2.0  |
|    | Anjelika Krylova / Oleg Ovsyannikov        | RUS Rússia          | 2   | 2   | 2  | 2  | 4.0  |
|    | Marina Anissina / Gwendal Peizerat         | FRA França          | 3   | 3   | 3  | 4  | 7.0  |
| 4  | Shae-Lynn Bourne / Victor Kraatz           | CAN Canadá          | 5   | 4   | 4  | 3  | 7.2  |
| 5  | Irina Lobacheva / Ilia Averbukh            | RUS Rússia          | 4   | 5   | 5  | 5  | 9.8  |
| 6  | Barbara Fusar-Poli / Maurizio Margaglio    | ITA Itália          | 6   | 6   | 6  | 6  | 12.0 |
| 7  | Elizabeth Punsalan / Jerod Swallow         | USA Estados Unidos  | 7   | 7   | 7  | 7  | 14.0 |
| 8  | Margarita Drobiazko / Povilas Vanagas      | LTU Lituânia        | 8   | 9   | 8  | 8  | 16.2 |
| 9  | Irina Romanova / Igor Yaroshenko           | UKR Ucrânia         | 9   | 8   | 10 | 9  | 18.4 |
| 10 | Kati Winkler / Rene Lohse                  | GER Alemanha        | 11  | 11  | 9  | 10 | 19.8 |
| 11 | Sophie Moniotte / Pascal Lavanchy          | FRA França          | 10  | 10  | 12 | 11 | 22.2 |
| 12 | Sylwia Nowak / Sebastian Kolasinski        | POL Polônia         | 12  | 12  | 11 | 12 | 23.4 |
| 13 | Katerina Mrazova / Martin Simecek          | CZE República Checa | 13  | 13  | 13 | 13 | 26.0 |
| 14 | Galit Chait / Sergey Sakhnovsky            | ISR Israel          | 17  | 14  | 14 | 14 | 28.6 |
| 15 | Elena Grushina / Ruslan Goncharov          | UKR Ucrânia         | 15  | 16  | 15 | 15 | 30.2 |
| 16 | Tatjana Navka / Nikolai Morozov            | BLR Bielorrússia    | 14  | 15  | 17 | 16 | 32.0 |
| 17 | Diane Gerencser / Pasquale Camerlengo      | ITA Itália          | 16  | 17  | 16 | 17 | 33.2 |
| 18 | Albena Denkova / Maxim Staviyski           | BUL Bulgária        | 18  | 18  | 18 | 18 | 36.0 |
| 19 | Chantal Lefebvre / Michel Brunet           | CAN Canadá          | 19  | 19  | 19 | 19 | 38.0 |
| 20 | Dominique Deniaud / Martial Jaffredo       | FRA França          | 20  | 21  | 21 | 20 | 40.8 |
| 21 | Jessica Joseph / Charles Butler            | USA Estados Unidos  | 22  | 20  | 20 | 21 | 41.4 |
| 22 | Elizaveta Stekolnikova / Dmitrii Kazarlyga | KAZ Cazaquistão     | 23  | 22  | 22 | 22 | 44.2 |
| 23 | Aya Kawai / Hiroshi Tanaka                 | JPN Japão           | 21  | 23  | 23 | 23 | 45.6 |
| 24 | Xenia Smetanenko / Samuel Gezalian         | ARM Armênia         | 24  | 24  | 24 | 24 | 48.0 |

Legenda
| Recorde mundial      | Recorde mundial (World record)               |                       | Recorde africano                      | Recorde africano (African) |                                           | Q | Classificado por posição (Qualified) |
| Recorde olímpico     | Recorde olímpico (Olympic record)            | Recorde da América    | Recorde da América (Americas)         | q                          | Classificado por melhor tempo (Qualified) |   |                                      |
| Melhor marca do ano  | Melhor marca do ano (World leading)          | Recorde asiático      | Recorde asiático (Asian)              | DNS                        | Não largou (Did not start)                |   |                                      |
| Recorde nacional     | Recorde nacional (National record)           | Recorde europeu       | Recorde europeu (European)            | DNF                        | Não terminou (Did not finish)             |   |                                      |
| Recorde pessoal      | Recorde pessoal do atleta (Personal best)    | Recorde da Oceania    | Recorde da Oceania (Oceania)          | DSQ / DQ                   | Desclassificado (Disqualified)            |   |                                      |
| Recorde da temporada | Recorde da temporada do atleta (Season best) | Recorde sul-americano | Recorde sul-americano (South America) | NM                         | Sem marca (No mark)                       |   |                                      |